# فرانسيس ك. غراهام
فرانسيس ك. غراهام (بالإنجليزية: Frances K. Graham)‏ هي باحثة وعالمة نفس وبروفيسورة أمريكية، ولدت في 1918، وتوفيت في 2013.